# 茎伏せ
茎伏せ（くきふせ）とは、植物の栄養繁殖の手法の一つであり、園芸で一般的に用いられる用語の圧条法と同義のものと考えられることが多い。これは横に寝た茎の一部を土に触れさせ、そこから発根を促すもので、取り木とほぼ同じである。また、挿し木の一種で、茎を土に挿さずに土の表面に横に寝かせて置く方法も茎伏せと呼ばれる。

## 概要
茎伏せで殖やした植物の苗は、本体の樹木、草本と同じ性質、及びDNAのものとなる。
挿し木に比べると殖やせる数は劣る。しかし親株と切り離さない状態で繁殖を行うために挿し木と比較すると成功率が高く、挿し木では殖やすことの難しい植物でも、この方法を用いて殖やせる場合がある。

## 圧条法
圧条法とは、主につる性の草本及び比較的枝が柔軟な樹木、また枝が堅いものであっても、根元からひこばえがよく生じる植物などに適用される、植物の繁殖法の一つである。他の繁殖法として、盛り土法が知られている。以下のような方法が用いられることが多い。
1. ひこばえ、もしくは根元から近い枝等を地面に向かって折らないように折り曲げる。
2. 根元周辺の1.で折り曲げた枝が地面とよく接する所の地面を掘り、その枝の地面に埋める部分の皮を幅1～2センチ位で1周剥ぎとる。その付近の根元側のところを針金等でくくり、栄養などを遮断することなどにより発根させやすくした上で、くくった部分を掘っておいた穴に埋める。
3. 成功した場合は、2.を行ってから1～2か月で充分に発根する。発根した部分を本体から切り離せば、新しい苗となる。

## 挿し木
挿し木の一種の茎伏せはドラセナやモンステラに対してよく行われる。